# Noah’s Arc
Noah’s Arc ist eine kanadisch-US-amerikanische Fernsehserie über eine Gruppe afroamerikanischer, schwuler Freunde. Einige der beteiligten Schauspieler haben sich als schwul geoutet, darunter Darryl Stephens, Christian Vincent, Doug Spearman.

## Handlung
Noah’s Arc ist eine Fernsehseifenoper. In der Serie werden Gesellschaftsthemen behandelt. Schwerpunkt der Fernsehserie sind LGBT-Themen, wie gleichgeschlechtliche Ehe, Homophobie, Regenbogenfamilien oder Promiskuität. Die Fernsehserie spielt in Los Angeles und handelt vom fiktiven Leben vier schwuler, afroamerikanischer Freunde.

## Besetzung und Synchronisation
Die deutsche Synchronisation entstand 2008 und 2009 nach einem Dialogbuch und unter der Dialogregie von Oliver Feld im Auftrag von TIMM durch die Synchronfirma Elektrofilm.
| Rollenname     | Schauspieler      | Synchronsprecher/in |
| -------------- | ----------------- | ------------------- |
| Noah Nicholson | Darryl Stephens   | Dirk Stollberg      |
| Alex Kirby     | Rodney Chester    | Claudio Maniscalco  |
| Ricky Davis    | Christian Vincent | Felix Spieß         |
| Chance Counter | Doug Spearman     | Oliver Siebeck      |
| Wade Robinson  | Jensen Atwood     | Kevin Kraus         |
| Eddie          | Jonathan Julian   | Oliver Feld         |

## Ausstrahlung
Am 19. Oktober 2005 wurde die erste Folge auf dem Fernsehsender Logo gesendet. In Deutschland wurde die Serie von 2008 bis Juni 2010 vom Fernsehsender TIMM ausgestrahlt. 2008 entstand zudem der zur Serie gehörende Kinofilm Noah’s Arc: Jumping the Broom.